# رانکو (کومونه)
رانکو (به ایتالیایی: Ranco) یک کومونه در ایتالیا است که در استان وارزه واقع شده‌است.

## خصوصیات
رانکو ۶٫۳ کیلومترمربع مساحت و ۱٬۱۸۸ نفر جمعیت دارد.